# Pinacoteca

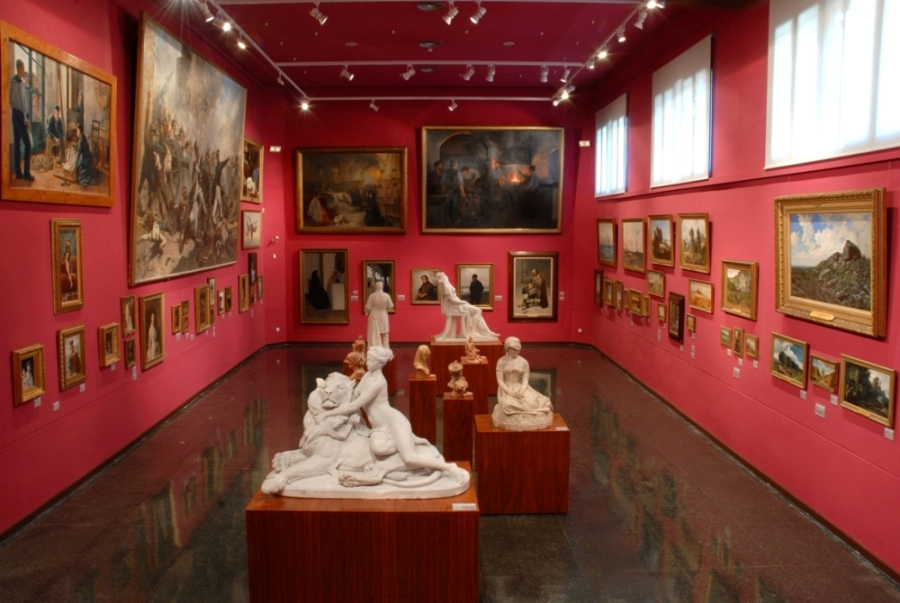
Sala de Pinacoteca de la Biblioteca Museu Víctor Balaguer

Una pinacoteca és un edifici destinat a exposar una col·lecció d'art pictòric. Pot materialitzar-se en pintures, escultures, música, etc.

## Etimologia
La paraula Pinacoteca prové de la denominació de l'ala nord dels prolipeus, portes monumentals amb columnes de l'Acròpoli d'Atenes on es guardaven tauletes pintades. A l'antiga Grècia la paraula pinacoteca corresponia a un espai situat a l'entrada d'un temple, on estaven exposades diverses representacions de déus. Vitrubi ja va fer servir aquesta paraula al seu llibre De arquitectura.

## Pinacoteques destacades
- Museo del Prado.
- Museu del Louvre.
- Museu d'Art Modern de Nova York.
- Galleria degli Uffizi.
- Ermitage.